# Pierre Moulu
Pierre Moulu   (c. 1480 - c. 1550) fou un compositor francoflamenc del Renaixement que va estar actiu a França, probablement a París.

## Biografia
Poc se sap de la seva vida, però les proves internes de les seves composicions indiquen que probablement va estar a la capella real francesa durant les dues primeres dècades del segle xvi, almenys, i també es va associar a la catedral de Meaux, al Marne de l'est de París. Va compondre música per a cerimònies, com per exemple un somriure lament per la mort de la reina Anna de Bretanya (1514), i també va compondre un motet on es recullen tots els compositors que considerava els més celebrats a França, ordenats cronològicament, i finalitzant amb Josquin. Documents del Vaticà (1505-1513) ajuden a establir la seva identitat, ja que indiquen que un «Petrus Moulu» va ocupar diverses posicions clericals a la catedral de Meaux. És possible que hagi escrit la seva missa Gloriosa Stephane, per a la catedral de Sant Etienne (Sant Esteve) d'aquesta ciutat.

## Música
Música 
La música de Moulu va ser clarament influenciada per Josquin i, tot i que Pierre Ronsard va escriure que Moulu va estudiar amb Josquin, no hi ha proves documentals que demostrin aquesta afirmació. El motet Anxiatus és en mi spiritus meus, que lamenta la mort de la reina Anna, es modelitza en una composició similar i molt més famosa de Josquin per la mort d'Ockeghem, La Déploration sur la mort Ockeghem. La música de Moulu mostra l'estil d'imitació penetrant i la polifonia llisa amb veus exactament iguals, que predominava en la generació després de Josquin (ben exemplificada per la música de Nicolas Gombert, i potser la més famosa).
De la música de Moulu, cinc misses en sobreviuen, la més famosa és la seva missa a l'antífona mariana Alma Redemptoris Mater, que es pot cantar de dues maneres diferents: amb o sense descansos més d'una quarta part. El darrer descobriment és la missa Paranymphus, basada en un motet de Loyset Compère. A més de les misses, Moulu va escriure motets i chansons, alguns dels quals són d'autoria dubtosa (també se suggereix a Mouton i Josquin el compositor per a diverses d'aquestes peces).

## Enregistraments
- Capilla Flamenca, Els manuscrits d'A-La-Mi-Re, Tresors polifònics flamencs per a Charles V. Naxos CD 8.554744. Conté el motet Mater floreat florescat.
- The Brabant Ensemble, Stephen Rice (director d'orquestra), Missa Alma redemptoris i Missus est Gabriel, Hyperion Records, Hyperion CDA 67761